# Emote
Ein Emote ist eine erweiternde Darstellung als Ausdruck von Stimmungen (Emotionen), Aussehen und Handlungen sowohl mittelbar als auch unmittelbar eines Charakters in Chats, oft einer Spielfigur in Rollenspielen, und kann auf folgende Arten erfolgen:
- durch Textform im Chat und/oder im Spielscreen
- durch Engine-Emotes bzw. -Taunts, die gesonderte, ansonsten meist funktionslose Animationen sind[1][2]

## Verwendung in Rollenspielen
Emotes erlangten vor allem durch ältere Rollenspiele ihre heute gebräuchliche Form, da sie unzureichende Darstellungen wie das Fehlen von Sound, Animationen, Gesichtsausdrücke usw. kompensieren konnten.
Je nach Umfang des Spiels können bis zu einigen tausend Emotes benutzt werden.
In Der Herr der Ringe Online oder Guild Wars gibt es einige Quests, die den Einsatz von Emotes an einem bestimmten Ort oder zu einer bestimmten Zeit verlangen, um in der Bewältigung der Aufgabe fortschreiten zu können.
Verwendung finden sie auch in World of Warcraft, in EverQuest, Dark Age of Camelot und verschiedenen MUDs. Selbst Ultima Online hat die Möglichkeit, Emotes darzustellen: Durch Eingeben von ": x" erscheint "*x*" (x=beliebiges Wort) in einer anderen Farbe als normale Textmeldungen über dem Charakter.
Der Ursprung liegt wahrscheinlich im "/me"-Befehl des Internet Relay Chat. Verbreitung erfuhr die heute noch oft gebräuchliche "Sternchen"-Schreibweise vor allem durch Ultima Online in den Anfangszeiten der Online-MMORPGs.

## Textform
Der weitere Ursprung in der Schreibweise von Emotes liegt vermutlich in den unterschiedlichen Darstellungen von Geräuschen und Handlungen in Comics, die dort eine Ergänzung zu gezeichneten Effekten sind. Solche Worte fanden sich schon bald im Medium "Spiel" ebenfalls, wandelten sich dort aber je nach Spielform unterschiedlich weiter.
Während man bei Table-Top- oder Pen&Paper-Spielen ergänzend zu seinen Spielzügen Aussehen, Handlungen und Reaktionen der Spielfigur direkt näher beschreiben kann, musste man bei Online-Rollenspielen eine andere Möglichkeit nutzen, dies zu bewerkstelligen.
In Online-Rollenspielen wie "Ultima Online" nutzt man Emotes, da die Animationen streng limitiert sind und Darstellung von Gesichtern oder Effekten sogar gänzlich fehlen. Spieler brauchen vor allem für das Rollenspiel an sich, also dem Ausspielen der Spielfiguren in ihrer Handlungswelt, untereinander zusätzliche Informationen, die eine Situation besser vermitteln können.
Das Medium für Emotes innerhalb solcher Spiele sind in der Regel Chats, während die dort eingegebenen Inhalte dann im Spielweltfenster und im Chat-Log ablesbar sind.
Emotes sind dabei erzähltechnisch als neutral einzustufen, denn sie geben weder Informationen des Spielers wieder, noch stammen sie direkt von der Spielfigur oder der Spielwelt. Sie umschreiben wertungsfrei eine Handlung oder das Aussehen und vermitteln so erst die mögliche Stimmung – sowohl der Situation als auch der Spielfigur. Üblicherweise werden sie in der 3. Person, Singular, Präsens verfasst.
Ein Emote, das nicht durch die dem Spieler übergeordnete Spielleitung erfolgt, findet dabei ausschließlich innerhalb des "Dunstkreises" einer Spielfigur statt, beinhaltet somit das Handlungsspektrum dieser Figur, wie auch deren Reichweite in Sachen Wahrnehmung. Es ist weder erwünscht noch erlaubt, durch Emotes Handlungen anderer Spielfiguren vorzugeben oder einzuschränken (s. u. "Poweremote"). Denkbar sind aber Emotes, die das Wetter oder unbelebte Objekte beschreiben, sofern dies in geringem Maße erfolgt und zuvor abgesprochen wurde.
Unnötig sind Emotes, deren Inhalt auch schon durch die Engine darstellbar sind, wie etwa:

*setzt sich*

*läuft geradeaus*

*bleibt stehen*
Dies wird erst dann sinnvoll, wenn solche Handlungen durch Emotes näher beschrieben und ausgeschmückt werden:

*lässt sich erschöpft auf die Bank fallen*

*läuft schlurfenden Schrittes los*

*bleibt ruckhaft wie erstarrt stehen*
Gänzlich tabu sind Emotes, die Gedanken und Gefühle beschreiben:

*denk sich, dass das auch schneller ginge*

*hasst ihn wie die Pest*
Jedoch ist es möglich, sie mittelbar erfahrbar zu machen, wie etwa durch die Art und Weise, wie jemand eine Handlung ausführt oder welchen Gesichtsausdruck oder welche Stimmlage er gerade besitzt:

*mit skeptischem Gesichtsausdruck tippelt er nervös mit der Fußspitze herum*

*blickt ihn nur hasserfüllt an*
Zum schlechten Stil gehören Emotes, die Wertungen des Spielers oder der Spielfigur oder gar Fremdsprachen enthalten:

*blickt dem elenden Feigling angewidert nach*

*wendet sich seinem mellon zu*

### Chat-Emote
Eine Besonderheit der Textform stellen hierbei allerdings Chat-Emotes dar:
- sie finden zumeist schon von vornherein auf einer anderen Immersions-Ebene statt, nämlich von Spieler zu Spieler
- sie geben neben möglichen Beschreibungen von Handlungen oder Stimmungen oft auch Geräusche wieder
- sie haben eine andere grammatikalische Form

Die Chat-Emotes sind somit näher mit der Darstellung von Ausdrücken und Geräuschen aus Comics verwandt.
Chat-Emotes werden üblicherweise im Inflektiv benutzt, also einer unflektierten Verbform, die aus dem Infinitiv gebildet wird:

*gähn*, *auslach*, *schnell wieder auslogg*, ...
Sogar lautmalerische Beschreibungen sind nicht unüblich: *bäm*, *puff*, *chch* etc.
Daraus bildet sich bei der Schreibung von Emotes im Rollenspiel oder im Chat oft fälschlicherweise auch die Zwischenform, weil man zwischen beiden Formen nicht zu unterscheiden weiß:

*hinsetzt* statt *(er/sie/es) setzt sich hin* (in der Spielwelt) oder *hinsetz* (im Chat).

### Power-Emote
Ein Power-Emote beschreibt eine Handlung, die meist unabwendbar ist oder dem Mitspieler keine Reaktionsmöglichkeiten zulässt. Die bekannteste Form hat dabei den unmittelbaren Tod seines Gegenübers zur Folge und ist dementsprechend unzulässig:

*sticht ihm ins Herz*
Selbst wenn zwei Spielfiguren miteinander kämpfen und eine davon rollenbedingt mehr Erfahrung, eine bessere Ausrüstung und bessere Fähigkeiten besitzt, sollte in so einer Situation dennoch die Gelegenheit gegeben werden, aus einem Kampf zu entkommen oder zumindest "nur" Verletzungen davonzutragen.

*versucht, an seiner Deckung vorbei mit einem schnellen Hieb auf die Brust einzuschlagen*

Hier kann nun der Mitspieler entscheiden, ob und wie schwer er getroffen wird.
Da Rollenspiel einem die Möglichkeit gibt, nicht vorhandene Bedingungen zu simulieren und durch Emotes sonst nicht erfahrbare Informationen zu erhalten, muss auch jedem Teilnehmer daran gelegen sein, sich seinen Mitspielerkreis zu erhalten und Handlungen nicht vorwegzunehmen, sondern auf eine Reaktion zu warten und dann wiederum auf die veränderte Situation erneut zu reagieren.

### "mag"-Emote
Eine weitere Form sind sogenannte "mag"-Emotes, die im Grunde genommen eine Art Möglichkeitsform darstellen, die sich allerdings ausschließlich auf die Wahrnehmung der Spielfigur bezieht. Dabei wird dem Leser bzw. Mitspieler aufgezeigt, dass für die jeweilige Spielfigur etwas prinzipiell feststellbar ist, dem Spieler aber die Wahl bleibt, ob er seine Figur dies auch feststellen lässt und sie dann darauf eingeht.
Eine Art Vorschlag also, seine Spielfigur etwas wahrnehmen und dementsprechend darauf reagieren zu lassen. Oft für Situationen gebräuchlich, in der ein Mitspieler nicht mehr weiterweiß oder etwas übersehen hat.
Eine übliche Einleitung wäre *man mag erkennen, dass ...*.
Dies entspricht also Formulierungen wie *man könnte erkennen, dass ...* oder *es dürfte zu erkennen sein, dass ...*, ist nur eine Spur neutraler.
Beispiele:

*man mag seinem Gesicht ansehen, dass ihn die Situation wohl bereits zu nerven beginnt*

*in der Ferne mag der flackernde Schimmer eines kleinen Feuers zwischen den Bäumen zu erkennen sein*

*man mag hören, wie der Stuhl unter ihm leise zu Ächzen anfängt*
Der Gebrauch erweist sich insofern als heikel, als dass es ein wenig Feingefühl bedarf, ob und in welchem Umfang auf diese Art eine Wahrnehmung vorgeschlagen werden sollte.
Aus dem Missverständnis heraus, das "mag" also besonders höflich oder gewählt anzusehen, hat sich oft die falsche Anwendung entwickelt, diese Form möglichst oft zu gebrauchen:

*sie mag durch die Tür kommen*

*er mag nach seinem Schwert greifen*
Ebenfalls nicht zu verwechseln ist diese Form mit einem Ausdruck einer möglichen Vorliebe für etwas (*er mag Trauben*), die niemals in Emotes Anwendung fände.

## Engine-Taunt
In zahlreichen Spielen gibt es die Möglichkeit, eine Spielfigur Animationen ausführen zu lassen, die Rückschlüsse auf die Stimmung geben sollen. Auch diese Animationen bezeichnet man als Emotes und ergänzend dazu wird ein beschreibendes Emote in Textform zeitgleich im Chat ausgeführt, das zumindest von Spielern lesbar ist, deren Spielfiguren sich in unmittelbarer Nähe der ausführenden Spielfigur befinden.
Ob und welche Emotes sich via Button oder Textbefehl ausführen lassen, ist dabei von Spiel zu Spiel sehr unterschiedlich.

## Darstellung
Im Gegensatz zu Emoticons, die mittels einzelner Buchstaben stilisierte Emotionen ausdrücken können, werden Emotes durch interne Methoden umgesetzt und ausgegeben. Emotes werden meistens über spezielle Befehle, welche der Spieler im Chat eingibt, ausgelöst, oder über ein gesondertes Menu aufgerufen. Die Chat-Befehle für die geläufigsten Emotes sind über viele verschiedene Spiele hinweg identisch und beginnen meistens mit einem Schrägstrich („/“), gefolgt von der englischen Grundform der auszuführenden Aktion (sit, dance etc.).
Einige Beispiele für häufig wiederkehrende Emotes sowie deren Chat-Befehle:
- Tanzen („/dance“)
- Winken („/wave“)
- Verbeugen („/bow“)
- Herbeirufen („/beckon“)
- Springen („/jump“)
- Setzen („/sit“)

Auf vielen Plattformen wird jedoch ergänzend dazu zur "Sternchen"-Schreibweise gegriffen, die ein Emote wie folgt darstellt:

*(Emote)*

Diese Schreibweise ist auf die übliche Ausgabe in Ultima Online zurückzuführen, einem Urgestein in Sachen "Emoten in Rollenspielen".
Hilfreich sind Emotes auch, wenn kurze Videos über ein Spiel gedreht werden. Dies wird dadurch lebendiger und mit Emotionen gezeigt.